# Grand Pôle patriotique Simón Bolívar
Pour les articles homonymes, voir GPP.
Le Grand Pôle patriotique Simón Bolívar (GPPSB), plus communément appelé Grand Pôle patriotique (GPP), est une coalition de partis politiques et d'organisations sociales soutenant la révolution bolivarienne, au Venezuela. Créé peu avant l'élection présidentielle de 2012, le GPP soutient le président sortant, Hugo Chávez, qui remporte le scrutin et est réélu président de la république bolivarienne du Venezuela. Sa composante principale est le Parti socialiste unifié du Venezuela (PSUV).

## Histoire
Avant la formation du GPP, une coalition politique soutenant le révolution bolivarienne existait déjà. Le Pôle patriotique (PP) est l'ancêtre du GPP. Il réunissait quelques partis politiques comme l'ancien MVR d'Hugo Chávez, le MAS, ou encore le PCV.
Le GPP est fondé le 7 octobre 2011. Il regroupe alors la plupart des formations politiques de gauche et près de 35 000 mouvements sociaux.
Le 15 octobre 2017, le GPP obtient 18 États contre cinq pour la MUD lors des élections régionales. Le 26 octobre 2017, Juan Pablo Guanipa, gouverneur de l'État de Zulia, est formellement destitué par l'Assemblée constituante et une élection partielle est fixée en même temps que les élections municipales, le 10 décembre 2017. En attendant, Magdely Valbuena, présidente du Conseil législatif de l'État, assure l'intérim. C'est finalement le chaviste Omar Preto qui a été élu, ce qui fait un nombre de 19 gouverneurs pour la coalition.

## Liste des partis
| Parti politique                            | Abréviation | Fondation | Idéologie                 | Web                                                                    |
| ------------------------------------------ | ----------- | --------- | ------------------------- | ---------------------------------------------------------------------- |
| Independientes por la Comunidad Nacional   | IPCN        | 1995      | Socialisme                | http://www.ipc.org.ve/                                                 |
| Alianza para el Cambio                     | APC         | 2013      | Social-démocratie         |                                                                        |
| Corrientes Revolucionarias Venezolanas     | CRV         | 2000      | Anti-impérialisme         | crvnacional.blogspot.com.es                                            |
| Mouvement électoral du peuple              | MEP         | 1967      | Socialisme                | www.mep.com.ve                                                         |
|                                            |             |           |                           | www.tupamaro.org.ve                                                    |
| Organización Renovadora Auténtica          | ORA         | 1988      | Démocratie chrétienne     | https://web.archive.org/web/20141218030310/http://oraporvenezuela.org/ |
| Parti communiste du Venezuela              | PCV         | 1931      | Communisme                | www.pcv-venezuela.org                                                  |
| Parti socialiste unifié du Venezuela       | PSUV        | 2008      | Socialisme du XXIe siècle | www.psuv.org.ve                                                        |
| Partido Revolucionario del Trabajo         | PRT         | 2012      | Marxisme-léninisme        |                                                                        |
|                                            |             |           |                           | www.patriaparatodos.com.ve                                             |
| Piensa en Democracia                       | PIEDRA      | 2008      | Social-démocratie         | piensaendemocracia.com                                                 |
| Partido Socialista Organizado en Venezuela | PSOEV       | 2006      | Socialisme démocratique   | www.psoev.org.ve                                                       |
| Podemos                                    | PODEMOS     | 2002      | Socialisme                | http://www.podemos.org.ve/v1/                                          |
| Parti REDES                                | REDES       | 2012      | Socialisme                | http://www.redesrevolucionarias.com.ve                                 |
| Unidad Popular Venezolana                  | UPV         | 2008      | Communisme                | http://upvsucre.blogspot.com.ar/                                       |
| Vanguardia Bicentenaria Republicana        | VBR         | 2011      | Bolivarisme               |                                                                        |
| Movimiento Somos Venezuela                 | MSV         | 2018      | Socialisme                | https://registro.somosvenezuela.org.ve/                                |

## Résultats électoraux

### Élections présidentielles
| Élection | Candidats      | Premier tour | Premier tour | Second tour | Second tour | Résultats | Notes |
| Élection | Candidats      | Voix         | %            | Voix        | %           | Résultats | Notes |
| -------- | -------------- | ------------ | ------------ | ----------- | ----------- | --------- | ----- |
| 2012     | Hugo Chávez    | 8 191 132    | 55,07 %      |             |             | élu       |       |
| 2013     | Nicolás Maduro | 7 505 338    | 50,61 %      |             |             | élu       |       |
| 2018     | Nicolás Maduro | 6 244 016    | 67,84 %      |             |             | élu       |       |

### Élections législatives
| Élection | Députés   | Députés | Députés   |
| Élection | Voix      | %       | Élus      |
| -------- | --------- | ------- | --------- |
| 2015     | 5 622 844 | 40,91   | 55 / 167  |
| 2017     | 8 089 320 | 41,53   | 505 / 545 |
| 2020     | 4 317 819 | 69,32   | 253 / 277 |

### Élections municipales et régionales
| Élection | Maires         | Maires         | Maires         | Gouverneurs    | Gouverneurs    | Gouverneurs    |
| Élection | Voix           | %              | Sièges         | Voix           | %              | Sièges         |
| -------- | -------------- | -------------- | -------------- | -------------- | -------------- | -------------- |
| 2012     | Pas d'élection | Pas d'élection | Pas d'élection | 4 853 494      | 56,22          | 20 / 23        |
| 2013     | 5 216 522      | 48,69          | 256 / 337      | Pas d'élection | Pas d'élection | Pas d'élection |
| 2017     | 5 814 903      | 71,31          | 306 / 335      | 5 814 903      | 55,07          | 18 / 23        |